# Gnophomyia stupens
Gnophomyia stupens là một loài ruồi trong họ Limoniidae. Chúng phân bố ở vùng Tân nhiệt đới.